# Стародевичье (Вологодская область)
Староде́вичье — местечко в Кирилловском районе Вологодской области.
Входит в состав Липовского сельского поселения, с точки зрения административно-территориального деления — в Липовский сельсовет.
Расстояние до районного центра Кириллова по автодороге — 24 км.
По переписи 2002 года население — 158 человек (17 мужчин, 141 женщина). Преобладающая национальность — русские (99 %).
Здесь расположен женский психоневрологический интернат, в соседней деревне Новодевичье находится подсобное хозяйство интерната.
Выходит на берег Волго-Балта.